# US Open 1987
Die 107. US Open 1987 fanden vom 1. bis 14. September 1987 im Flushing-Meadows-Park in New York statt.
Titelverteidiger im Einzel waren Ivan Lendl bei den Herren sowie Martina Navratilova bei den Damen. Im Herrendoppel waren Andrés Gómez und Slobodan Živojinović, im Damendoppel Martina Navrátilová und Pam Shriver und im Mixed Raffaella Reggi und Sergio Casal die Titelverteidiger.

## Herreneinzel

### Setzliste
| Nr. | Spieler        | Erreichte Runde |
| --- | -------------- | --------------- |
| 01. | Ivan Lendl     | Sieg            |
| 02. | Stefan Edberg  | Halbfinale      |
| 03. | Mats Wilander  | Finale          |
| 04. | Boris Becker   | Achtelfinale    |
| 05. | Miloslav Mečíř | Viertelfinale   |
| 06. | Jimmy Connors  | Halbfinale      |
| 07. | Pat Cash       | 1. Runde        |
| 08. | John McEnroe   | Viertelfinale   |

| Nr. | Spieler                | Erreichte Runde |
| --- | ---------------------- | --------------- |
| 09. | Andrés Gómez           | Achtelfinale    |
| 10. | Joakim Nyström         | 2. Runde        |
| 11. | Henri Leconte          | Achtelfinale    |
| 12. | Tim Mayotte            | 2. Runde        |
| 13. | Brad Gilbert           | Viertelfinale   |
| 14. | Emilio Sánchez Vicario | 3. Runde        |
| 15. | Martín Jaite           | 1. Runde        |
| 16. | Anders Järryd          | Achtelfinale    |

## Dameneinzel

### Setzliste
| Nr. | Spielerin           | Erreichte Runde |
| --- | ------------------- | --------------- |
| 01. | Steffi Graf         | Finale          |
| 02. | Martina Navratilova | Sieg            |
| 03. | Chris Evert         | Viertelfinale   |
| 04. | Hana Mandlíková     | Achtelfinale    |
| 05. | Pam Shriver         | Viertelfinale   |
| 06. | Helena Suková       | Halbfinale      |
| 07. | Zina Garrison       | Achtelfinale    |
| 08. | Gabriela Sabatini   | Viertelfinale   |

| Nr. | Spielerin            | Erreichte Runde |
| --- | -------------------- | --------------- |
| 09. | Claudia Kohde-Kilsch | Viertelfinale   |
| 10. | Manuela Maleeva      | Achtelfinale    |
| 11. | Lori McNeil          | Halbfinale      |
| 12. | Bettina Bunge        | Achtelfinale    |
| 13. | Sylvia Hanika        | Achtelfinale    |
| 14. | Catarina Lindqvist   | Achtelfinale    |
| 15. | Barbara Potter       | 1. Runde        |
| 16. | Wendy Turnbull       | 2. Runde        |

## Herrendoppel

### Setzliste
| Nr. | Paarung                             | Erreichte Runde |
| --- | ----------------------------------- | --------------- |
| 01. | Stefan Edberg Anders Järryd         | Sieg            |
| 02. | Ken Flach Robert Seguso             | Finale          |
| 03. | Sergio Casal Emilio Sánchez Vicario | Halbfinale      |
| 04. | Andrés Gómez Slobodan Živojinović   | Halbfinale      |
| 05. | Gary Donnelly Peter Fleming         | 1. Runde        |
| 06. | Joakim Nyström Mats Wilander        | Viertelfinale   |
| 07. | Miloslav Mečíř Tomáš Šmíd           | Achtelfinale    |
| 08. | Paul Annacone Mike DePalmer         | Viertelfinale   |

| Nr. | Paarung                        | Erreichte Runde |
| --- | ------------------------------ | --------------- |
| 09. | Peter Doohan Laurie Warder     | 2. Runde        |
| 10. | Chip Hooper Mike Leach         | Achtelfinale    |
| 11. | Scott Davis David Pate         | Viertelfinale   |
| 12. | Jim Pugh Blaine Willenborg     | Achtelfinale    |
| 13. | Mansour Bahrami Diego Pérez    | Achtelfinale    |
| 14. | Rick Leach Tim Pawsat          | 1. Runde        |
| 15. | Andy Kohlberg Robert Van’t Hof | Achtelfinale    |
| 16. | Eric Jelen Jaroslav Navratil   | 1. Runde        |

## Damendoppel

### Setzliste
| Nr. | Paarung                            | Erreichte Runde |
| --- | ---------------------------------- | --------------- |
| 01. | Martina Navratilova Pam Shriver    | Sieg            |
| 02. | Claudia Kohde-Kilsch Helena Suková | Viertelfinale   |
| 03. | Steffi Graf Gabriela Sabatini      | Halbfinale      |
| 04. | Hana Mandlíková Wendy Turnbull     | Achtelfinale    |
| 05. | Kathy Jordan Elizabeth Smylie      | Finale          |
| 06. | Zina Garrison Lori McNeil          | Viertelfinale   |
| 07. | Elise Burgin Robin White           | Viertelfinale   |
| 08. | Anne Hobbs Betsy Nagelsen          | Halbfinale      |

| Nr. | Paarung                                | Erreichte Runde |
| --- | -------------------------------------- | --------------- |
| 09. | Mercedes Paz Eva Pfaff                 | 2. Runde        |
| 10. | Bettina Bunge Laura Gildemeister       | Achtelfinale    |
| 11. | Chris Evert Gigi Fernández             | Achtelfinale    |
| 12. | Catarina Lindqvist Tine Scheuer-Larsen | 1. Runde        |
| 13. | Rosalyn Fairbank Barbara Potter        | 2. Runde        |
| 14. | Mary-Lou Piatek Anne White             | Achtelfinale    |
| 15. | Jana Novotná Catherine Suire           | Achtelfinale    |
| 16. | Sandy Collins Catherine Tanvier        | 1. Runde        |

## Mixed

### Setzliste
| Nr. | Paarung                                    | Erreichte Runde |
| --- | ------------------------------------------ | --------------- |
| 01. | Emilio Sánchez Vicario Martina Navratilova | Sieg            |
| 02. | Paul Annacone Betsy Nagelsen               | Finale          |
| 03. | Ken Flach Kathy Jordan                     | Achtelfinale    |
| 04. | Blaine Willenborg Elise Burgin             | Achtelfinale    |

| Nr. | Paarung                               | Erreichte Runde |
| --- | ------------------------------------- | --------------- |
| 05. | John Fitzgerald Elizabeth Smylie      | Achtelfinale    |
| 06. | Sherwood Stewart Zina Garrison        | Halbfinale      |
| 07. |                                       | Rückzug         |
| 08. | Michael Mortensen Tine Scheuer-Larsen | 1. Runde        |